# Trent 1000

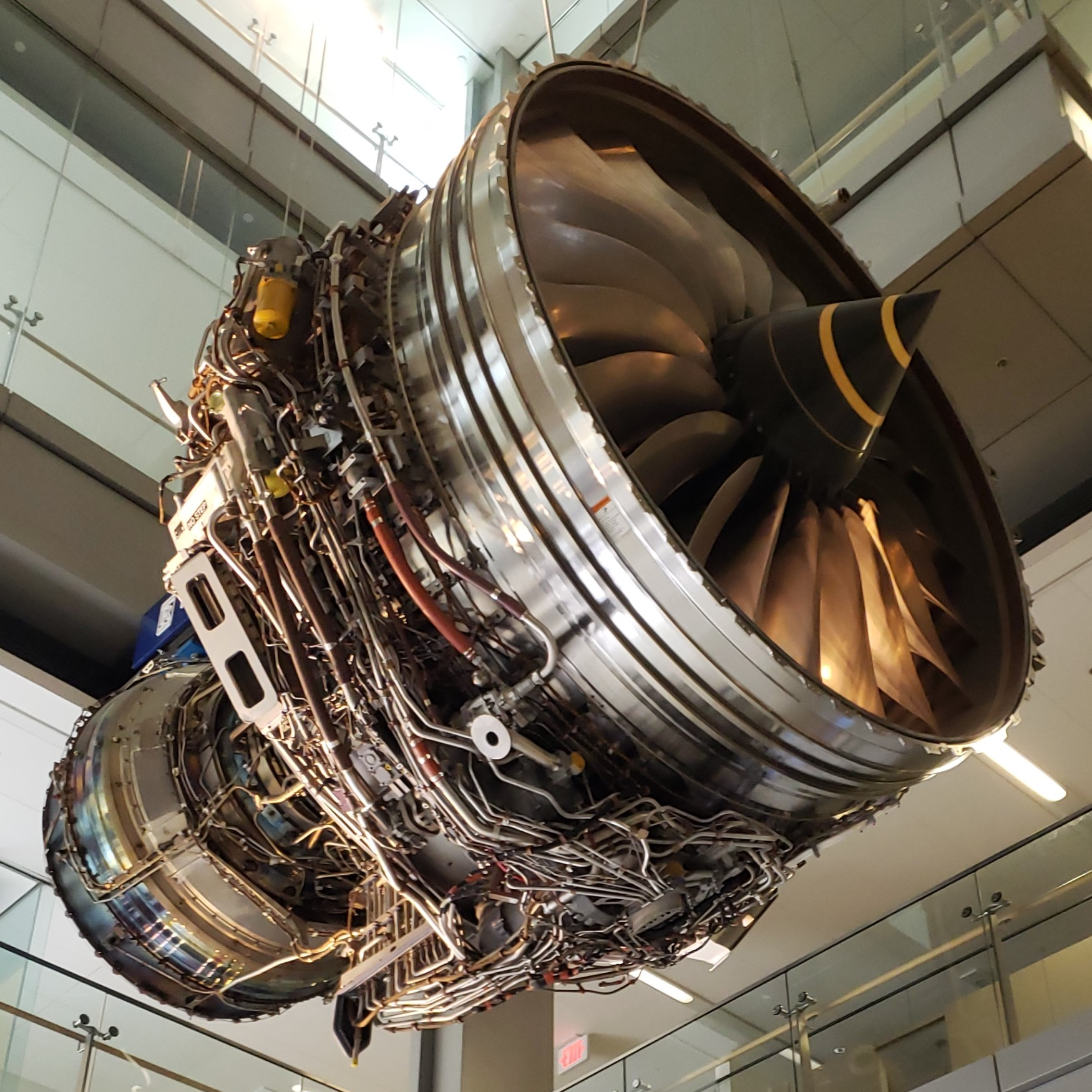
Списанный Trent 1000

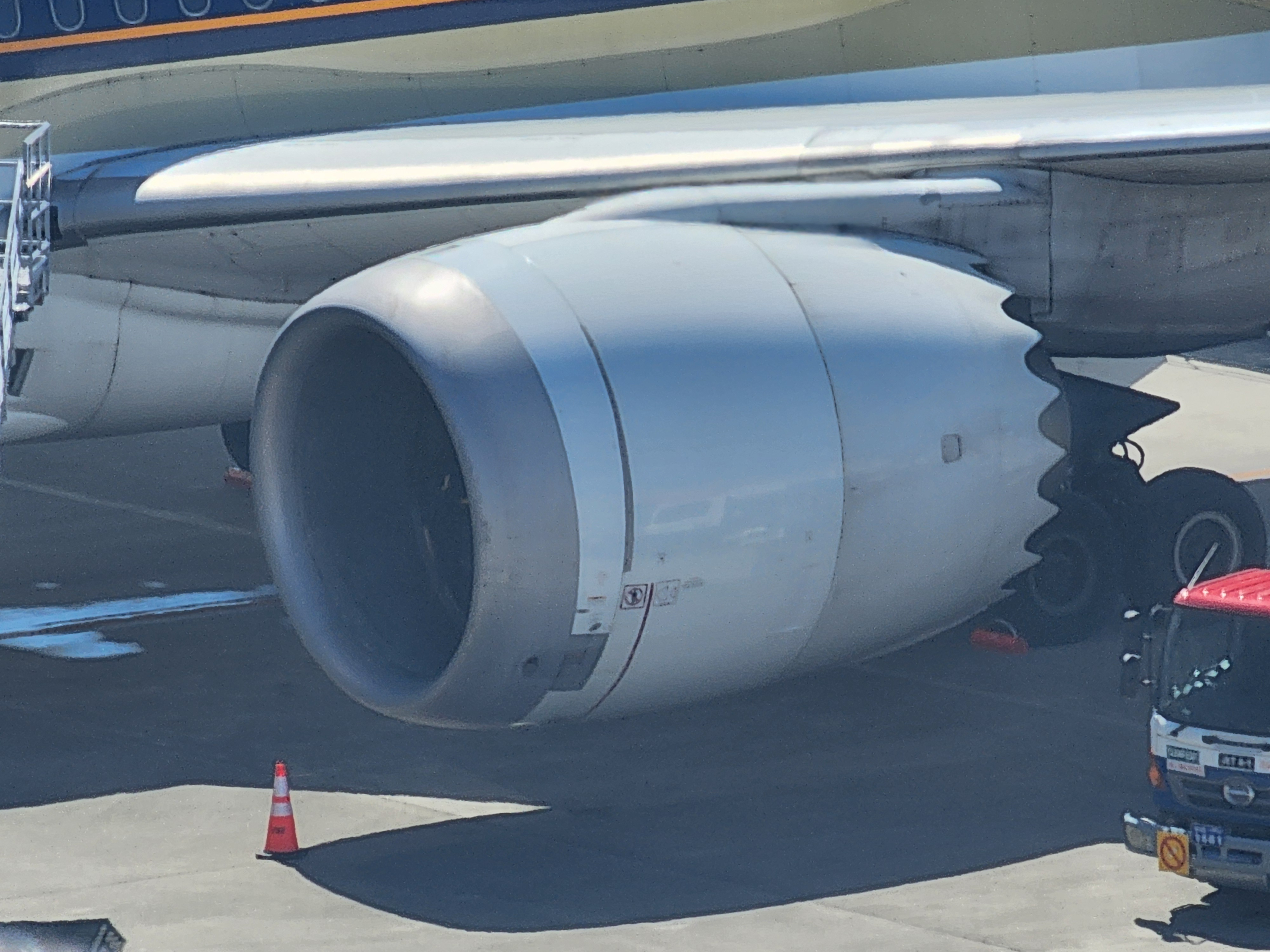
Двигатель Rolls-Royce Trent 1000 на самолёте Boeing 787

Rolls-Royce Trent 1000 — турбореактивный двухконтурный двигатель (ТРДД) с высокой степенью двухконтурности, разработанный компанией Rolls-Royce для самолёта Boeing 787. Конкурент — General Electric GEnx. Впервые был запущен 14 февраля 2006 года, первый полёт — 18 июня 2007 года. 7 августа 2007 года двигатель получил совместную сертификацию EASA/FAA, а 26 октября 2011 года был введён в эксплуатацию. В начале 2016 года было обнаружено усталостное растрескивание лопаток турбин среднего давления (СД), вызванное коррозией. Из-за этого было приостановлено использование 44 самолётов, что обошлось Rolls-Royce не менее чем в 1,3 миллиарда фунтов стерлингов.
Двигатель мощностью 62 264-81 028 фунт-силы (276,96-360,43 кН) имеет степень двухконтурности более 10:1, вентилятор диаметром 2,85 м (9 футов 4 дюйма), сохраняет характерную для серии Trent трёхкаскадную компоновку .
В 2024 году сообщалось, что из-за проблем с надёжностью турбовентиляторных двигателей Trent 1000, которые используются на широкофюзеляжном авиалайнере Boeing 787, компания Rolls-Royce планирует ввести новую лопатку HPT. Ожидается, что первый образец нового дизайна будет представлен в начале 2025 года.

## Разработка
В 2003 году компания Rolls-Royce предложила масштабную версию двигателя Trent 900 для Boeing 7E7, которая могла бы включать технологии ANTLE. 6 апреля 2004 года компания Boeing объявила, что выбрала двух партнёров по двигателям для нового Boeing 787: Rolls-Royce и General Electric (GE). В июне 2004 года авиакомпания Air New Zealand выбрала Trent 1000 для двух заказов. 13 октября 2004 года авиакомпания All Nippon Airways выбрала Rolls-Royce для оснащения 30 самолётов Boeing 787-3 и 20 самолётов Boeing 787-8, заключив сделку на сумму 1 млрд долларов (560 млн фунтов стерлингов).
Первый запуск Trent 1000 состоялся 14 февраля 2006 года. 18 июня 2007 года он совершил свой первый полёт из аэропорта TSTC Waco в Техасе на летающей испытательной лаборатории Rolls-Royce, модифицированном Boeing 747-200. 7 июля 2007 года лизинговая компания International Lease Finance Corporation разместила заказ на сумму 1,3 миллиарда долларов по каталожным ценам на Trent 1000 для оснащения 40 заказанных самолётов Boeing 787, по 16,25 млн долларов за двигатель. Двигатель получил совместную сертификацию от FAA и EASA 7 августа 2007 года или 7/8/7 в Европе.
Trent 1000 является стартовым двигателем для обоих первоначальных вариантов Boeing 787, Boeing 787-8 у ANA и Boeing 787-9 у Air New Zealand. 27 сентября 2007 года British Airways объявила о выборе двигателя Trent 1000 для оснащения 24 самолётов Boeing 787.
2 августа 2010 года на испытательном стенде у Trent 1000 произошел неконтролируемый отказ двигателя промежуточной турбины. Сообщалось, что причиной стал пожар в масляной системе двигателя.